# Förstärkarkartläggning
Förstärkartkartläggning är flera olika tillvägagångssätt inom tillämpad beteendeanalys som syftar till att identifiera en individs positiva förstärkare. Ett tillvägagångssätt att identifiera förstärkare är en slags experimentell design där individen systematiskt presenteras för olika förstärkare varpå individens grad av intresse eller närmande till förstärkarna undersöks och jämförs. Förstärkarkartläggning kan också ske i intervjuform. Genom att veta vilka positiva förstärkare som individen reagerar på så kan den som håller i insatsen öka individens underskottsbeteenden.